# Ylenia Padilla
Ylenia Ainhoa Padilla Santana, más conocida como Ylenia Padilla o simplemente Ylenia (Benidorm, Alicante, 6 de julio de 1988), es una personalidad mediática y cantante española asociada anteriormente a la cadena de televisión estadounidense por cable MTV y al grupo de comunicación Mediaset España. Después de saltar a la fama en 2012 con su participación en el reality show de MTV España Gandia Shore, ha participado en programas de televisión como  Gran Hermano VIP 3 o Gran Hermano Dúo. Es una cara conocida de la prensa rosa y telerrealidad.

## Biografía

### Infancia y juventud
Nació en el seno de una familia con negocios inmobiliarios, con padre granadino y madre canaria. Comenzó la carrera de Derecho en la Universidad de Murcia, pero enfermó a mitad de curso; sus padres fueron a recogerla y volvió a Benidorm, abandonando los estudios. Vivía con dos compañeras más, también alicantinas, en un piso en frente de la Merced. En el año 2015 fue diagnosticada de lupus y padece la enfermedad de Crohn. Su delicado estado de salud le ha producido estados depresivos y en marzo de 2018 tuvo un ingreso hospitalario por un brote de su enfermedad intestinal.

### Popularidad
Su salto a los medios se produjo en octubre de 2012 a través de su participación en el programa de telerrealidad Gandía Shore del canal MTV, que obtuvo altas audiencias en televisión y se basaba en una adaptación del programa estadounidense Jersey Shore, de la misma cadena. Ylenia fue una de las concursantes más polémicas, abandonando la casa voluntariamente tres días antes de la finalización del reality. Tras su paso por el concurso participó como invitada en los programas Sálvame y Deluxe de Telecinco. También fue portada en prensa en varias ocasiones, como es el caso de las revistas Lecturas e Interviú, donde se le relacionó sentimentalmente con varios participantes de realities.
En enero de 2015 participó en la tercera edición de Gran Hermano VIP, donde coincidió con personajes conocidos como Belén Esteban, Olvido Hormigos o Kiko Rivera, siendo la octava expulsada frente a Ángela Portero. Tras su paso por el reality colaboró en Sálvame, con una breve sección llamada "Las rubias no somos tontis". Además, ese mismo año fue una de las colaboradoras en los Debates y los Límites 48 horas de Gran Hermano 16. En 2016 colaboró en el debate de la cuarta edición de Gran Hermano VIP, además de ser invitada a la casa junto a Belén Esteban y el entrenador personal Rafa Martín para colaborar en la prueba semanal, "Gran Hotel Balneario GH VIP".
Aprovechando su popularidad en el 2015, participa en la radio haciendo reportajes en el programa Yu no te pierdas nada de la emisora Los 40, junto a otros locutores como Dani Mateo.
En junio de 2017, Mtmad, la plataforma en línea de Mediaset España, dio la noticia de la incorporación de la cantante para presentar el programa Femylenia. En enero de 2019 vuelve a la televisión para participar en el reality televisivo Gran Hermano Dúo con su expareja, Fede Rebecchi, convirtiéndose de nuevo en la octava expulsada del reality frente a María Jesús Ruiz. Asimismo, se consolidó como colaboradora en distintos programas de la cadena como Sálvame y Viva la vida.
En 2021, tras un año alejada de los medios, regresa como colaboradora del programa Yu: no te pierdas nada en Europa FM, presentado por Ana Morgade.

### Como cantante
A finales de mayo de 2015, se dio a conocer que Ylenia fichó por la discográfica Warner Music. Días antes de publicar su canción debut, se filtró el estribillo de su canción en Youtube lo que produjo relevancia en las redes. El 23 de junio de 2015 lanzó su primer sencillo, llamado «Pégate», consiguiendo más de un millón de visitas en Youtube en el día de su estreno. Debido al éxito de la canción, Ylenia comenzó a ir a clases de canto para mejorar su voz. Realizó actuaciones por ciudades de España siendo capaz de atraer a multitud de jóvenes en sus eventos. Su figura es muy controvertida, por lo que ha recibido multitud de críticas negativas.
La canción fue promocionada en los medios televisivos y radiofónicos, llegando a alcanzar el segundo puesto de ventas en la plataforma digital iTunes, además de obtener disco de oro. A fecha de enero de 2016, su canción ya había alcanzado catorce millones de visualizaciones en streaming, siendo cinco millones el requisito necesario para obtener disco de oro en España. Fue considerada una de las canciones del verano 2015 en España, siendo incluida en los recopilatorios Carácter Latino y Ñ. El disco del año, ambos de la discográfica Warner Music.
Fue imitada en el programa musical Tu cara me suena por la actriz y cómica Silvia Abril, así como por Cristina Pedroche en los programas Pekín Express y Zapeando.

## Controversias
En octubre de 2021 se vio envuelta en la polémica por sus declaraciones discriminatorias hacia el colectivo LGTBI, en especial a la comunidad trans. También se ha mostrado en contra de la Ley Trans y se le ha vinculado cercana al partido Vox. Debido a sus declaraciones, Elsa Ruiz y el bufete Olympe Abogados la denunciaron por delitos contra la dignidad de la persona por motivo de identidad sexual. Por su parte, la Fiscalía de Ciberdelitos solicitó para ella una pena de un año y nueve meses de prisión, mientras que la acusación particular pedía seis años de cárcel, una indemnización de 60.000 euros y una orden de alejamiento de mil metros. En 2024 el Juzgado de Instrucción 9 de Madrid fijó un juicio, pero Padilla se negó a declarar. A partir de entonces, Padilla ha abandonado el ojo público.

## Trayectoria

### Programas de televisión
| Año         | Título                        | Rol                         | Cadena     |
| ----------- | ----------------------------- | --------------------------- | ---------- |
| 2012 - 2013 | Gandía Shore                  | Concursante                 | MTV        |
| 2013        | Alaska y Mario                | Invitada                    | MTV        |
| 2014 - 2019 | Deluxe                        | Invitada                    | Telecinco  |
| 2015        | Sálvame                       | Reportera                   | Telecinco  |
| 2015        | Gran Hermano VIP 3            | Concursante - 7.ª expulsada | Telecinco  |
| 2015        | ¡Qué tiempo tan feliz!        | Invitada                    | Telecinco  |
| 2015        | El programa de Ana Rosa       | Invitada                    | Telecinco  |
| 2015        | Ultra Mega Cool               | Invitada                    | MTV        |
| 2015        | SV 2015: El Debate            | Colaboradora                | Telecinco  |
| 2015        | La noche en Paz               | Invitada                    | Telecinco  |
| 2015        | GH 16: El Debate              | Colaboradora                | Telecinco  |
| 2015 - 2016 | Mujeres y hombres y viceversa | Colaboradora                | Telecinco  |
| 2016        | GH VIP 4: El Debate           | Colaboradora                | Telecinco  |
| 2016        | Hable con ellas               | Invitada                    | Telecinco  |
| 2016        | GH 17: El Debate              | Colaboradora                | Telecinco  |
| 2016        | Cámbiame                      | Invitada                    | Telecinco  |
| 2017        | Femylenia                     | Presentadora                | Mtmad      |
| 2018        | GH VIP 6: El Debate           | Colaboradora                | Telecinco  |
| 2019        | Sálvame                       | Invitada                    | Telecinco  |
| 2019        | Gran Hermano Dúo              | Concursante - 8.ª expulsada | Telecinco  |
| 2019        | GH VIP 7: El Debate           | Colaboradora                | Telecinco  |
| 2019 - 2020 | Viva la vida                  | Colaboradora                | Telecinco  |
| 2019 - 2020 | Sálvame                       | Colaboradora                | Telecinco  |
| 2019        | Deluxe                        | Colaboradora                | Telecinco  |
| 2019        | GH VIP 7: Limite 48 Horas     | Colaboradora                | Telecinco  |
| 2020        | El madroño                    | Invitada                    | Telemadrid |
| 2020        | El debate de las tentaciones  | Colaboradora                | Cuatro     |
| 2020        | Animales nocturnos            | Colaboradora                | Telecinco  |

### Programas de radio
| Año        | Título                 | Cadena             | Rol          |
| ---------- | ---------------------- | ------------------ | ------------ |
| 2015, 2021 | Yu: no te pierdas nada | Los 40 / Europa FM | Colaboradora |

## Discografía

### Sencillos
| Título   | Año  | Listas | Certificaciones   | Álbum |
| Título   | Año  | SPA    | Certificaciones   | Álbum |
| -------- | ---- | ------ | ----------------- | ----- |
| «Pégate» | 2015 | 11     | - PROMUSICAE: Oro | ―     |